# De wereld rond
De wereld rond is het zesde album van de Belgische meidengroep K3. Het album verscheen op 6 september 2004. In de Nederlandse Album Top 100 bereikte het de eerste plaats terwijl het in de albumlijst van de Vlaamse Ultratop 50 slechts tot nummer twee kwam. In 2009 werd het album heruitgebracht met een extra cd met de meezingversies van de nummers.

## Singles uit het album
| Single met eventuele hitnotering(en) in de Nederlandse Top 40 | Datum van verschijnen | Datum van binnenkomst | Hoogste positie | Aantal weken | Opmerkingen |
| ------------------------------------------------------------- | --------------------- | --------------------- | --------------- | ------------ | ----------- |
| Liefdeskapitein                                               | 2004                  | 03-07-2004            | 4               | 12           |             |

| Single met hitnotering(en) in de Vlaamse Ultratop 50 | Datum van verschijnen | Datum van binnenkomst | Hoogste positie | Aantal weken | Opmerkingen |
| ---------------------------------------------------- | --------------------- | --------------------- | --------------- | ------------ | ----------- |
| Liefdeskapitein                                      | 21-06-2004            | 26-06-2004            | 8               | 14           |             |
| Superhero                                            | 29-09-2004            | 09-10-2004            | 16              | 8            |             |
| Zou er iemand zijn op Mars?                          | 2004                  | 04-12-2004            | tip4            | -            |             |

## Hitnotering
| "De wereld rond" in de Nederlandse Album Top 100 - binnen: 11-09-2004 | "De wereld rond" in de Nederlandse Album Top 100 - binnen: 11-09-2004 | "De wereld rond" in de Nederlandse Album Top 100 - binnen: 11-09-2004 | "De wereld rond" in de Nederlandse Album Top 100 - binnen: 11-09-2004 | "De wereld rond" in de Nederlandse Album Top 100 - binnen: 11-09-2004 | "De wereld rond" in de Nederlandse Album Top 100 - binnen: 11-09-2004 | "De wereld rond" in de Nederlandse Album Top 100 - binnen: 11-09-2004 | "De wereld rond" in de Nederlandse Album Top 100 - binnen: 11-09-2004 | "De wereld rond" in de Nederlandse Album Top 100 - binnen: 11-09-2004 | "De wereld rond" in de Nederlandse Album Top 100 - binnen: 11-09-2004 | "De wereld rond" in de Nederlandse Album Top 100 - binnen: 11-09-2004 | "De wereld rond" in de Nederlandse Album Top 100 - binnen: 11-09-2004 | "De wereld rond" in de Nederlandse Album Top 100 - binnen: 11-09-2004 | "De wereld rond" in de Nederlandse Album Top 100 - binnen: 11-09-2004 | "De wereld rond" in de Nederlandse Album Top 100 - binnen: 11-09-2004 | "De wereld rond" in de Nederlandse Album Top 100 - binnen: 11-09-2004 | "De wereld rond" in de Nederlandse Album Top 100 - binnen: 11-09-2004 | "De wereld rond" in de Nederlandse Album Top 100 - binnen: 11-09-2004 | "De wereld rond" in de Nederlandse Album Top 100 - binnen: 11-09-2004 | "De wereld rond" in de Nederlandse Album Top 100 - binnen: 11-09-2004 | "De wereld rond" in de Nederlandse Album Top 100 - binnen: 11-09-2004 | "De wereld rond" in de Nederlandse Album Top 100 - binnen: 11-09-2004 | "De wereld rond" in de Nederlandse Album Top 100 - binnen: 11-09-2004 | "De wereld rond" in de Nederlandse Album Top 100 - binnen: 11-09-2004 | "De wereld rond" in de Nederlandse Album Top 100 - binnen: 11-09-2004 | "De wereld rond" in de Nederlandse Album Top 100 - binnen: 11-09-2004 | "De wereld rond" in de Nederlandse Album Top 100 - binnen: 11-09-2004 | "De wereld rond" in de Nederlandse Album Top 100 - binnen: 11-09-2004 | "De wereld rond" in de Nederlandse Album Top 100 - binnen: 11-09-2004 | "De wereld rond" in de Nederlandse Album Top 100 - binnen: 11-09-2004 | "De wereld rond" in de Nederlandse Album Top 100 - binnen: 11-09-2004 | "De wereld rond" in de Nederlandse Album Top 100 - binnen: 11-09-2004 | "De wereld rond" in de Nederlandse Album Top 100 - binnen: 11-09-2004 | "De wereld rond" in de Nederlandse Album Top 100 - binnen: 11-09-2004 | "De wereld rond" in de Nederlandse Album Top 100 - binnen: 11-09-2004 |
| Week                                                                  | 1                                                                     | 2                                                                     | 3                                                                     | 4                                                                     | 5                                                                     | 6                                                                     | 7                                                                     | 8                                                                     | 9                                                                     | 10                                                                    | 11                                                                    | 12                                                                    | 13                                                                    | 14                                                                    | 15                                                                    | 16                                                                    | 17                                                                    | 18                                                                    | 19                                                                    | 20                                                                    | 21                                                                    | 22                                                                    | 23                                                                    | 24                                                                    | 25                                                                    | 26                                                                    | 27                                                                    | 28                                                                    | 29                                                                    | 30                                                                    | 31                                                                    | 32                                                                    | 33                                                                    |                                                                       |
| --------------------------------------------------------------------- | --------------------------------------------------------------------- | --------------------------------------------------------------------- | --------------------------------------------------------------------- | --------------------------------------------------------------------- | --------------------------------------------------------------------- | --------------------------------------------------------------------- | --------------------------------------------------------------------- | --------------------------------------------------------------------- | --------------------------------------------------------------------- | --------------------------------------------------------------------- | --------------------------------------------------------------------- | --------------------------------------------------------------------- | --------------------------------------------------------------------- | --------------------------------------------------------------------- | --------------------------------------------------------------------- | --------------------------------------------------------------------- | --------------------------------------------------------------------- | --------------------------------------------------------------------- | --------------------------------------------------------------------- | --------------------------------------------------------------------- | --------------------------------------------------------------------- | --------------------------------------------------------------------- | --------------------------------------------------------------------- | --------------------------------------------------------------------- | --------------------------------------------------------------------- | --------------------------------------------------------------------- | --------------------------------------------------------------------- | --------------------------------------------------------------------- | --------------------------------------------------------------------- | --------------------------------------------------------------------- | --------------------------------------------------------------------- | --------------------------------------------------------------------- | --------------------------------------------------------------------- | --------------------------------------------------------------------- |
| Nummer                                                                | 1                                                                     | 1                                                                     | 2                                                                     | 6                                                                     | 9                                                                     | 11                                                                    | 9                                                                     | 14                                                                    | 16                                                                    | 13                                                                    | 12                                                                    | 12                                                                    | 12                                                                    | 29                                                                    | 37                                                                    | 33                                                                    | 35                                                                    | 34                                                                    | 35                                                                    | 48                                                                    | 54                                                                    | 55                                                                    | 59                                                                    | 73                                                                    | 87                                                                    | 90                                                                    | 82                                                                    | 81                                                                    | 69                                                                    | 85                                                                    | 73                                                                    | 76                                                                    | 64                                                                    | uit                                                                   |

| "De wereld rond" in de Vlaamse Ultratop 50 - binnen: 18-09-2004 | "De wereld rond" in de Vlaamse Ultratop 50 - binnen: 18-09-2004 | "De wereld rond" in de Vlaamse Ultratop 50 - binnen: 18-09-2004 | "De wereld rond" in de Vlaamse Ultratop 50 - binnen: 18-09-2004 | "De wereld rond" in de Vlaamse Ultratop 50 - binnen: 18-09-2004 | "De wereld rond" in de Vlaamse Ultratop 50 - binnen: 18-09-2004 | "De wereld rond" in de Vlaamse Ultratop 50 - binnen: 18-09-2004 | "De wereld rond" in de Vlaamse Ultratop 50 - binnen: 18-09-2004 | "De wereld rond" in de Vlaamse Ultratop 50 - binnen: 18-09-2004 | "De wereld rond" in de Vlaamse Ultratop 50 - binnen: 18-09-2004 | "De wereld rond" in de Vlaamse Ultratop 50 - binnen: 18-09-2004 | "De wereld rond" in de Vlaamse Ultratop 50 - binnen: 18-09-2004 | "De wereld rond" in de Vlaamse Ultratop 50 - binnen: 18-09-2004 | "De wereld rond" in de Vlaamse Ultratop 50 - binnen: 18-09-2004 | "De wereld rond" in de Vlaamse Ultratop 50 - binnen: 18-09-2004 | "De wereld rond" in de Vlaamse Ultratop 50 - binnen: 18-09-2004 | "De wereld rond" in de Vlaamse Ultratop 50 - binnen: 18-09-2004 | "De wereld rond" in de Vlaamse Ultratop 50 - binnen: 18-09-2004 | "De wereld rond" in de Vlaamse Ultratop 50 - binnen: 18-09-2004 | "De wereld rond" in de Vlaamse Ultratop 50 - binnen: 18-09-2004 | "De wereld rond" in de Vlaamse Ultratop 50 - binnen: 18-09-2004 | "De wereld rond" in de Vlaamse Ultratop 50 - binnen: 18-09-2004 | "De wereld rond" in de Vlaamse Ultratop 50 - binnen: 18-09-2004 | "De wereld rond" in de Vlaamse Ultratop 50 - binnen: 18-09-2004 | "De wereld rond" in de Vlaamse Ultratop 50 - binnen: 18-09-2004 |
| Week                                                            | 1                                                               | 2                                                               | 3                                                               | 4                                                               | 5                                                               | 6                                                               | 7                                                               | 8                                                               | 9                                                               | 10                                                              | 11                                                              | 12                                                              | 13                                                              | 14                                                              | 15                                                              | 16                                                              | 17                                                              | 18                                                              | 19                                                              | 20                                                              | 21                                                              | 22                                                              | 23                                                              |                                                                 |
| --------------------------------------------------------------- | --------------------------------------------------------------- | --------------------------------------------------------------- | --------------------------------------------------------------- | --------------------------------------------------------------- | --------------------------------------------------------------- | --------------------------------------------------------------- | --------------------------------------------------------------- | --------------------------------------------------------------- | --------------------------------------------------------------- | --------------------------------------------------------------- | --------------------------------------------------------------- | --------------------------------------------------------------- | --------------------------------------------------------------- | --------------------------------------------------------------- | --------------------------------------------------------------- | --------------------------------------------------------------- | --------------------------------------------------------------- | --------------------------------------------------------------- | --------------------------------------------------------------- | --------------------------------------------------------------- | --------------------------------------------------------------- | --------------------------------------------------------------- | --------------------------------------------------------------- | --------------------------------------------------------------- |
| Nummer                                                          | 2                                                               | 2                                                               | 2                                                               | 7                                                               | 7                                                               | 14                                                              | 19                                                              | 29                                                              | 25                                                              | 27                                                              | 31                                                              | 34                                                              | 26                                                              | 28                                                              | 42                                                              | 53                                                              | 51                                                              | 49                                                              | 56                                                              | 80                                                              | 94                                                              | 89                                                              | 83                                                              | uit                                                             |